# Serra de Guixers
|  | Aquest article tracta sobre aquesta serra de la Vall de Lord. Vegeu-ne altres significats a «Guixers». |

La Serra de Guixers és una serra de la Vall de Lord (Solsonès) orientada d'oest a est amb una elevació màxima de 1.439,1 metres. Excepte el seu vessant de ponent que pertany al terme municipal de La Coma i la Pedra, la resta de la serralada es troba dins el municipi de Guixers.